# 海南琴蛙
海南琴蛙（学名：Nidirana hainanensis），一种于中华人民共和国海南省陵水黎族自治县吊罗山地区发现的两栖动物，隶属于蛙科琴蛙属。其种加词“hainanensis”意为“海南的”。

## 形态特征
海南琴蛙体小而肥硕，雄蛙体长32.8～33.5毫米。皮肤光滑。身体背部呈暗红褐色，具棕色脊线，脊线两侧色黑；头侧和背侧褶下方黑褐色，体侧灰绿色，散有细小黑点；四肢背面具有镶浅色边的黑色横纹；身体腹面黄白色，股部腹面肉红色。